# دژپل
دژپل (به لاتین: Dzhepel) یک منطقهٔ مسکونی در روسیه است که در شهرستان محرم‌کند واقع شده‌است.